# Комедиант (Сумеречная зона)
«Комедиант» (англ. The Comedian) — первый эпизод первого сезона третьего по счёту перезапуска американского телесериала-антологии «Сумеречная зона» в 2019 году. Был выпущен 1 апреля 2019 года на канале CBS All Access. Эпизод также был размещён на YouTube и сразу был доступен всем пользователям без регистрации и оплаты.
По сюжету стендап комик включает в свои выступления подробности о знакомых ему людях, не подозревая о том, что каждая шутка приводит к тому, что человек о котором в ней идёт речь стирается из жизни.

## Сюжет
Начинающий стендап комик Самир Вассан, после одного из своих выступлений встречает легендарного комика Джей Си Уилера, который видел его выступление. Он советует Самиру добавить в свои шутки побольше личного материала и избавиться от политики, ведь зрителям не интересны его взгляды. Позже в тот же вечер Самир снова выступает, он видит, что залу не интересны разговоры о политике и он меняет тему и начинает рассказывать низкопробные шутки о своей собаке, на что зал бурно реагирует. После успешного выступления Самир идёт домой и рассказывает об этом своей полусонной девушке Рене. Он спрашивает её, где их собака, но Рена делает вид, будто у них никогда не было собаки.
Далее перед зрителями появляется Джордан Пил в роли рассказчика и произносит вступительный монолог:
Самир Вассан — артист высоких моральных принципов. Он никогда не отворачивался от своих убеждений ради безвкусной шутки, но сегодня ему впервые выпала возможность искупаться в лучах славы. Теперь перед ним стоит выбор, что для него важно, когда смолкает смех и сколько он готов отдать... Сумеречной зоне.Оригинальный текст (англ.)Samir Wassan is an artist of great principal. A man who refuses to compromise his beliefs for a cheap joke, but tonight, he felt the rush of the limelight for the first time. Now, he'll have to decide what really matters to him when the laughter stops, and how much he's willing to give... to The Twilight Zone.

На следующий вечер Самир и его племянник Девен идут в стендап клуб, где Самир после своих стандартных шуток о политике замечает как Девен скучает, как и большинство зрителей. Чтобы привлечь внимание Девена Самир начинает шутить о нём, залу очень нравятся такие шутки. Но в конце выступления он видит, что его племянник пропал. Никто не помнит маленького мальчика, который приходил с ним, а его номер телефона таинственным образом пропал из телефона. Самир приходит домой к Рене, которая пьёт вино с Дэвидом Кендаллом, её бывшим наставником. Самир пытается поговорить с Рене о Девене, но она понятия не имеет, кто он такой, и даже утверждает, что её сестра не может иметь детей. На следующем вечере открытых микрофонов Самир начинает шутить о своём коллеге Джо и об аварии, в которую он попал. Это вызывает бурный смех у всех, даже у самого Джо. В конце выступления Джо тоже исчезает, Самир выходит на улицу и видит, что автобусная остановка, в которую пьяный Джо въехал, теперь в нормальном состоянии. Он гордится тем, что благодаря ему Джо не существует, он спас мать и ребёнка, погибших на остановке в ночь аварии.
Теперь, когда Самир полностью начинает понимать свою новую силу, он ищет людей из своего прошлого, которые издевались над ним, и записывает их имена в блокнот. В своих новых выступлениях он шутит о них и его популярность начинает сильно расти. В одном из выступлений он рассказывает о Дэвиде и тот тоже «стирается» из жизни. После этого он становится одним из самых популярных комиков, и начинает вести себя тщеславно по отношению к своей коллеге Диди. К сожалению, меняется и прошлое: Рене теперь работает официанткой (ведь больше нет Дэвида, который помог ей подняться по карьерной лестнице), она ставит поддержку Самира выше собственной карьеры, из-за чего страдают их отношения. Она называет Самира эгоистом и обвиняет его в том, что он использует всех вокруг как «материал» для шуток и они расстаются. Ведущий комедийного шоу приходит в очередной вечер открытых микрофонов к Самиру и Диди и говорит, что в зале будут продюсеры с телевидения, которых хотят выбрать одного из них для своего шоу. Первой выступает Диди, следом за ней выходит Самир и люди в зале буквально падают от смеха, но все замолкают, когда слышится освистывание — Самир видит, что это Рене. Она говорит толпе, что нашла блокнот Самира, в котором записаны только имена людей и всё его выступление строится только на том, что он возвышает себя над другими и говорит, чтобы он начал высмеивать её. Он признаётся, что стал комиком из-за потребности в том, чтобы люди считали его кем-то. В конце выступления он говорит о себе, произносит своё имя и исчезает.
После окончания шоу Рене находится с Девеном у бара. Они замечают Диди, и Рене хвалит её выступление. Диди видит Джей Си, сидящего рядом с ней в баре и это очень похоже на то, как он впервые встретил Самира. В последнем кадре зрителям показывают заднюю стену зала в клубе, на которой изображены зрители, но теперь среди зрителей там присутствует ещё и Самир. В конце эпизода появляется Джордан Пил и произносит монолог:
Самир Вассан на собственном опыте узнал, что иногда, получить всё желаемое можно только ценой всего, что тебе дорого. И вплотную приблизившись к тому, чтобы стать кем-то, он сделал выбор и предпочёл остаться никем. Свой последний монолог Самир произнёс там, куда можно купить билет только... в Сумеречной зоне.Оригинальный текст (англ.)Samir Wassan learned the hard way that sometimes, getting everything you want means losing everything you love. And after finally finding himself on the verge of becoming somebody, he chose instead to once again be a nobody. In the end, Samir's final encore is a show you can only buy a ticket to... in The Twilight Zone.

## Над эпизодом работали

### Актёрский состав
| Актёр              | Роль                         |
| ------------------ | ---------------------------- |
| Кумэйл Нанджиани   | Самир Вассан                 |
| Амара Каран        | Рена Прадхан, девушка Самира |
| Диарра Килпатрик   | Диди Скотт                   |
| Райан Роббинс      | Дэвид Кенделл                |
| Трейси Морган      | Джей Си Уилер                |
| Джордан Пил        | рассказчик                   |
| Марк Джозеф        | Девен                        |
| Тоби Харгрейв      | Джо Доннер                   |
| Дэнни Дворкис      | Пит                          |
| Джакоб Машен       | бармен                       |
| Бриана Рэйнер      | Кэнди Гауэр                  |
| Дарси Майкл        | М.К.                         |
| Шон Хьюлетт        | Уилл                         |
| Брендон Заб        | Гейб                         |
| Харри Хан          | финансист №3                 |
| Мелани Роуз Уилсон | официантка                   |
| Байрон Бертрам     | Мюррей                       |
| Лесли Мирза        | Марджори                     |
| Хамиса Вильшер     | пьяная женщина               |
| Вилли Лэвендел     | пьяный мужчина               |
| Райан Байль        | чревовещатель                |
| Джейн Стантон      | стендап-комикс №3            |

### Съёмочная группа
| Режиссёр                       | Оуэн Харрис                                                                                             |
| Продюсер                       | Уитни Андерсон, Джон Форрест Нисс                                                                       |
| Исполнительный продюсер        | Рик Берг, Одри Чон, Саймон Кинберг, Глен Морган, Джордан Пил, Уин Розенфелд, Кэрол Серлинг, Грег Яйтанс |
| Продюсер-супервайзер           | Хезер Энн Кэмпбелл, Алекс Рубенс                                                                        |
| Соисполнительный продюсер      | Грейс Гилрой, Джессика Мекленбёрг                                                                       |
| Композиторы                    | Марко Белтрами, Брандон Робертс                                                                         |
| Оператор                       | Матиас Хендл                                                                                            |
| Монтажёр                       | Тревор Бейкер                                                                                           |
| Режиссёры по работе с актёрами | Шарон Биали, Расселл Скотт, Шерри Томас                                                                 |
| Художник-постановщик           | Майкл Уили                                                                                              |
| Арт-директор                   | Эван Уэббер                                                                                             |
| Декоратор                      | Иде Фойл                                                                                                |
| Костюмер                       | Кэрол Кейс                                                                                              |
| Оператор                       | Матиас Хендл                                                                                            |

## Производство
Вдохновением для данного эпизода, послужил эпизод «Возьми мою жизнь, пожалуйста!» из первого сезона первого перезапуска «Сумеречной зоны» 1986 года.

## Отсылки
В одном из интервью исполнительный продюсер Уин Розенфелд сказал: «Мы всегда будем стараться максимально интегрировать этот мир, как с оригинальным сериалом, так и с нашим собственным, чтобы попытаться развить и опереться на эту мифологию и сделать её чем-то большим». Авторы сериалы постарались в каждом эпизоде, начиная с самого первого, оставить как можно больше отсылок к оригинальному сериалу «Сумеречная зона» шестидесятых годов, но помимо этого они специально сделали отсылки и на другие произведения культуры.
Эпизод начинается со сцены, в которой камера показывает заднюю сцену стендап клуба, на которой изображены зрители сидящие в зрительном зале, эта стена как бы расширяет границы стен самого заведения. На ней помимо самых обычных лиц изображены и уродливые, это прямая отсылка к шестому эпизоду второго сезона «Глаз наблюдателя», где у всех людей были свиноподобные лица и это считалось идеалом красоты. Идея данной пасхалки принадлежала художнику-постановщику Майклу Уили.
В одной из сцен эпизода Самир Вассан кричит на Джей Си Уилера «Я хотел быть Крисом Роком, а не злым Дэвидом Копперфильдом!». Продюсер сериал Глен Морган сказал сайту TheWrap, что у него была конкретная причина упомянуть знаменитого иллюзиониста. В гримёрной, где происходит эта сцена, в углу стоит кукла чревовещателя Вилли, это та самая кукла которую использовали в эпизоде «Кукла» оригинального сериала в 1962 году. В настоящее время этой куклой владеет Дэвид Копперфильд, и он сказал авторам сериала: «Я позволю вам взять её бесплатно, только если вы сделаете отсылку на меня».
Когда Самир в одной из сцен просматривает контакты своего телефона там встречаются такие имена как: «Дентон, Эл» (англ. Denton, Al) — отсылка к эпизоду классического сериала «Мистер Дентон на Судном дне»; Эл Кадуолладер,  это альтер эго дьявола, который искушает главного героя в эпизоде «Спасительный пункт»; Джеймс А. Корри — имя героя заключённого на астероиде из эпизода «Одинокий»; Джеймс Эмбри — имя капитана бомбардировщика, который совершил аварийную посадку в пустыне в эпизоде «Девятый король не вернётся домой». В стендап клубе, где выступает главный герой, по бокам от сцены закреплены декоративные макси, изображающие трагедию и комедию, эти маски отсылают к эпизоду «Маски» пятого сезона оригинального сериала, там герои одевали точно такие же себе на лицо. В другой сцене Самир смотрит на человека по имени Генри Корвин на своём ноутбуке. Это имя персонажа, который становится Санта-Клаусом в эпизоде оригинального сериала «Ночь смирения». «Маус» Макгарри — имя одного из старых школьных приятелей Самира, так звали менеджера бейсбольной команды Hoboken Zephyrs в комедийном эпизоде «Могучий Кейси». Ещё одним школьным знакомым Самира является Пол Гринстед, персонаж из эпизода «Зеркальное отражение». Другого школьного знакомого зовут Джои Краун — это имя трубача из эпизода «Пассаж для трубы». На стене в гримёрке написано имя Уильям «Фитц» Фицджеральд, так звали лейтенанта Второй мировой войны из эпизода «Багровое завещание». Диди в одной из сцен пьёт пиво, которое называется Канамит, это также название инопланетной расы, которая рассматривает людей как деликатес в культовом эпизоде «Служить человеку». Одного из комиков в эпизоде зовут Джо Доннер, он назван так в честь режиссёра Ричарда Доннера, который снимал эпизоды классического сериала.

## Критика
Рози Найт из The Hollywood Reporter заявила: «История Самира, похоже, в значительной степени была вдохновлена [...] „Тетрадью смерти“». Джим Ворел из журнала Paste написал, что эпизод получился слишком длинным, и что материал, использованный для шуток, над которыми герои смеются на самом деле не является смешным.
Ник Харли с сайта Den of geek пишет, что Кумэйл Нанджиани отлично подходит для данной роли, а учитывая личный опыт актёра в стендапе, он точно показывает отчаяние комика, когда его выступление не работает. Автор отмечает, что эпизод является неким «предостережением для начинающих стендаперов», они должны помнить, что используя на выступлениях материал из своей личной жизни, может пойти в ущерб «полноценным отношениям». Харли также указывает на отсылку к фильму «Сияние» (1980) Стэнли Кубрика, когда в начале эпизода зрителям показывают стену, на которой изображены зрители, а в конце эпизода, когда главный герой сам себя «стирает», он оказывается на этой стене, среди других зрителей. Подводя итог в своей рецензии Харли говорит, что «Комедиант» — «это именно та моральная сказка, которая всегда прекрасно получалась в „Сумеречной зоне“» и это «прекрасное начало новой эры» для перезапуска классического сериала.
Кит Фиппс с сайта Vulture.com поставил эпизоду две из пяти звёзд, а также указал на слишком большую продолжительность, заявив, что «темп затягивается, предпосылки становятся ненужно сложными, а к моменту кульминации концовка кажется очевидной». Однако Фиппс положительно отозвался об «актуальных отсылках» и о том, что эпизод «верен духу оригинального шоу, не чувствуя себя ограниченным им», а разговор между Самиром и Джей Си автор назвал поистине «фаустовской сделкой». Джей Си по его словам является «фэнтезийной версией» Дэйва Шапелла. Сравнивая манеру подачи эпизода Джордана Пила с Родом Серлингом, Филлпс отмечает, что у Пила хорошо получилось встать на место Серлинга в качестве рассказчика. «Он устанавливает прямой зрительный контакт с камерой и никогда не теряет его», а в его речи присутствует «язвительность, которая говорит о том, что то, что вы сейчас увидите, может быть невероятно страшным, но в то же время довольно умным».

## Видео
- WatchMojo.com. Top 20 Easter Eggs In The Twilight Zone (2019) - Ep 1 & 2 (англ.) : Видеоролик. — YouTube, 2019.